# تريسكيرشن ليونز
تريسكيرشن ليونز هو فريق كرة سلة نمساوي للمحترفين تأسس في سنة 1966. ينافس في الدوري النمساوي لكرة السلة. فاز بكأس النمسا لكرة السلة 3 مرات (1997، 2000، 2001). من أبرز اللاعبين الذين لعبوا معه نيمانيا بيليتشا.

## وصلات خارجية
- الموقع الرسمي